# 리가 국립 제1 김나지움

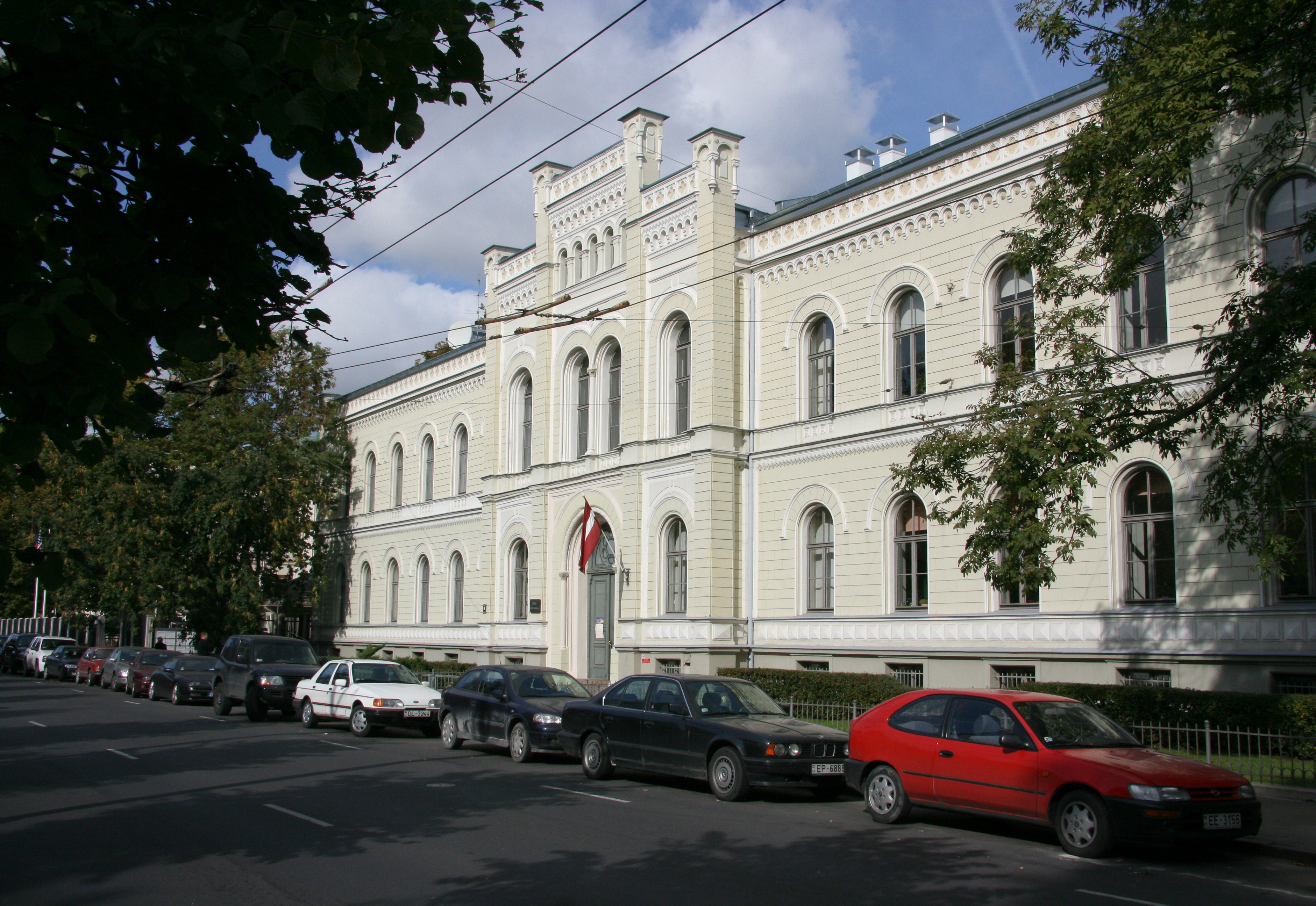

리가 국립 제1 김나지움(라트비아어: Rīgas Valsts 1. ģimnāzija)은 리가에 위치한, 발트 3국에서 가장 오래된 학교이다.
1211년에 지어졌다.